# 釧路湿原国立公園

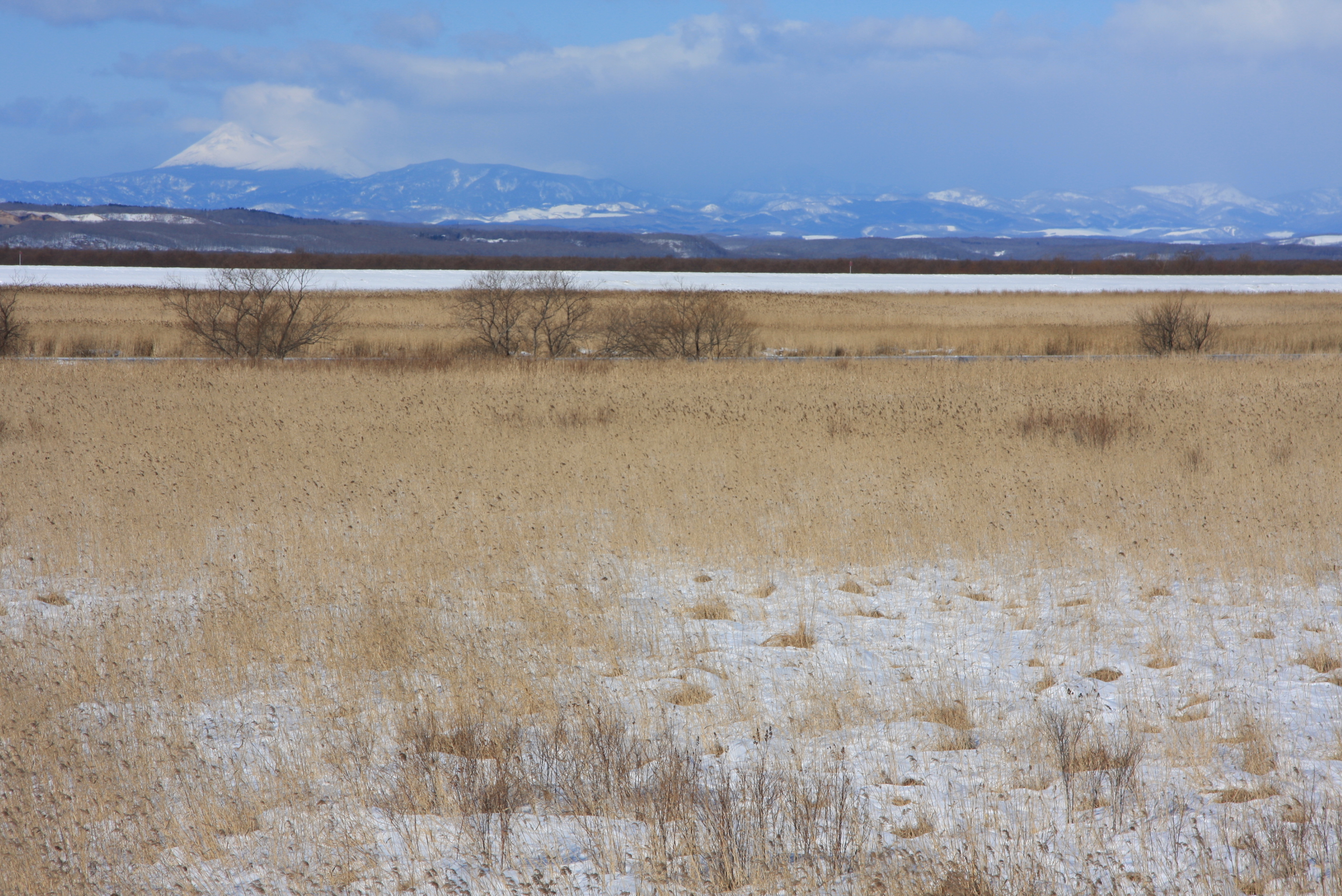
冬の釧路湿原（2013年1月）

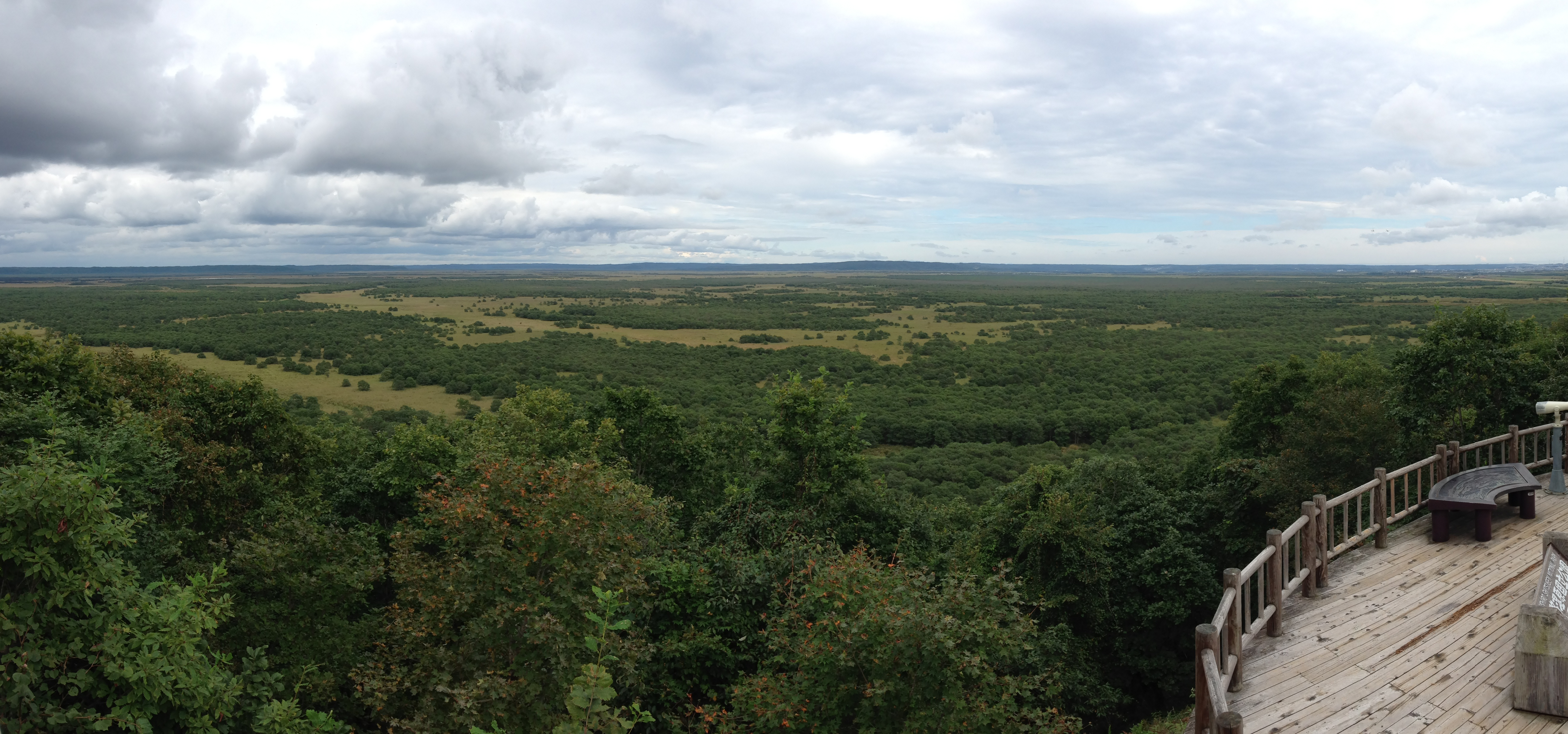
釧路湿地のパノラマ（2014年9月）

釧路湿原国立公園（くしろしつげんこくりつこうえん）は、北海道にある国立公園。

## 概要
北海道東部の釧路川に沿って展開している日本国内最大の湿原である釧路湿原を中心とする公園。タンチョウなどの水鳥はじめ、多くの野生動物の生息地となっている。釧路湿原として1967年（昭和42年）に国の天然記念物、1980年（昭和55年）に日本国内で最初のラムサール条約登録湿地となり、1987年（昭和62年）に日本国内で28番目の国立公園に指定された。
公園東部には3つの海跡湖（塘路湖、シラルトロ沼、達古武湖）がある。

## 歴史
「釧路湿原国立公園の歩み」参照
- 1924年（大正13年）：釧路湿原で明治時代末に絶滅したと考えられていたタンチョウを十数羽確認。
- 1935年（昭和10年）：「釧路丹頂鶴繁殖地」として国の天然記念物に指定。その後、「釧路のタンチョウ及びその繁殖地」から「釧路湿原」へと名称や面積が変更した。
- 1979年（昭和54年）：天然記念物「釧路湿原」が「国設クッチョロ太鳥獣保護区」（鳥獣保護区）に設定。その後、「国設釧路湿原鳥獣保護区」へと名称と面積が変更した。
- 1980年（昭和55年）：釧路湿原が「ラムサール条約登録湿地」指定。
- 1987年（昭和62年）：釧路湿原とその周辺が「国立公園」指定。
- 1992年（平成04年）：温根内ビジターセンター開館。
- 1995年（平成07年）：釧路国際ウェットランドセンター設立[8]。
- 1997年（平成09年）：釧路湿原国立公園連絡協議会発足。塘路湖エコミュージアムセンター開館。
- 2006年（平成18年）：シラルトロ自然情報館オープン。

## 景勝地
- 釧路市湿原展望台
- 温根内木道
- キラコタン岬
- コッタロ湿原展望台
- 細岡展望台
- 夢ヶ丘展望台
- サルボ展望台・サルルン展望台
- 塘路湖畔歩道

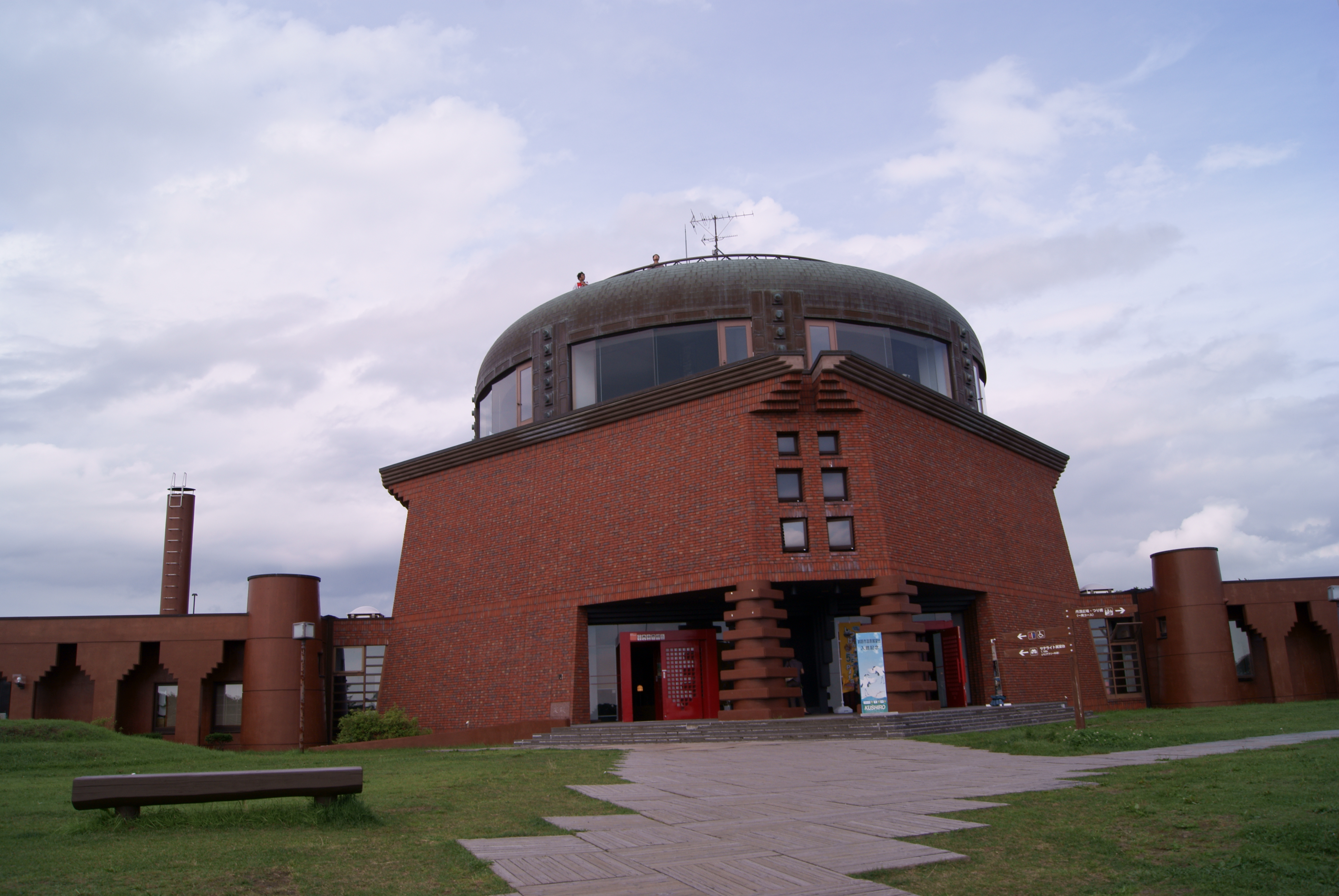
釧路市湿原展望台（2010年8月）
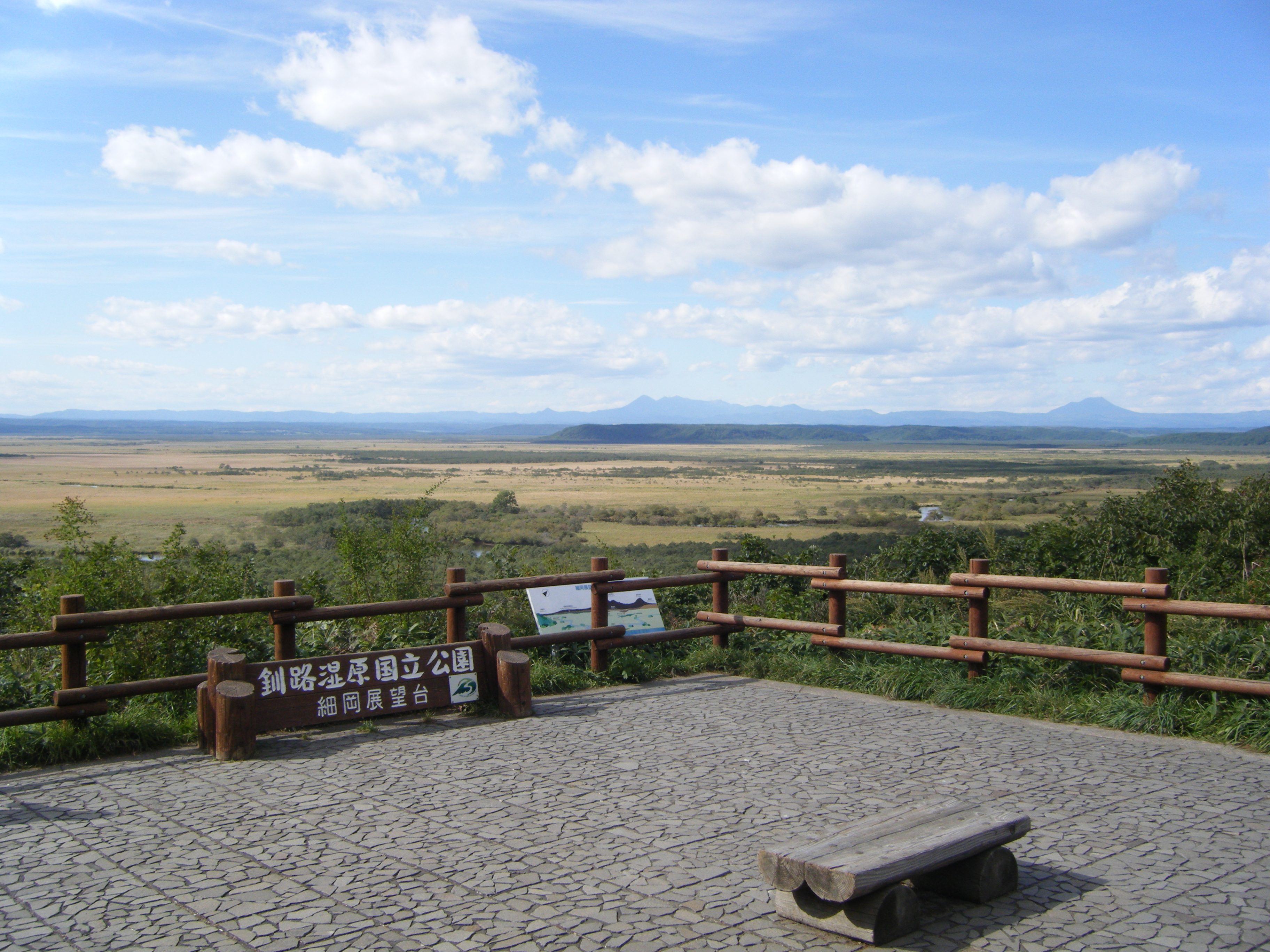
細岡展望台（2008年9月）
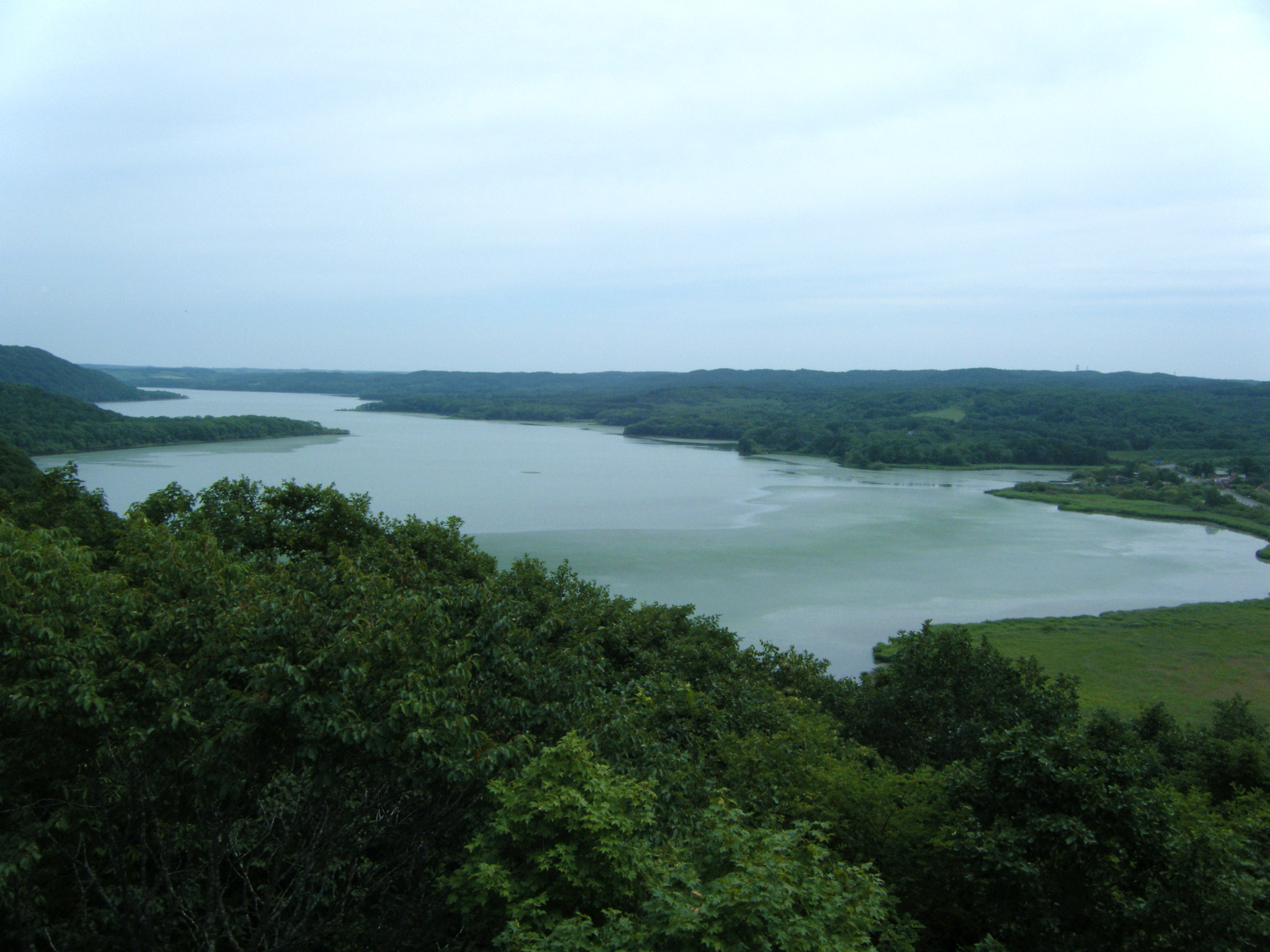
サルボ展望台から眺めた塘路湖（2008年8月）

## 集団施設地区・ビジターセンター
| 地区名 | 面積   | 所在地             | 利用者数（人） |
| ------ | ------ | ------------------ | -------------- |
| 塘路   | 16.3ha | 北海道川上郡標茶町 | 14,000         |

| 施設名                         | 設置者 | 所在地                     | 利用者数（人） |
| ------------------------------ | ------ | -------------------------- | -------------- |
| 温根内ビジターセンター         | 環境省 | 北海道阿寒郡鶴居村温根内   | 38,464         |
| 塘路湖エコミュージアムセンター | 環境省 | 北海道川上郡標茶町塘路原野 | 13,496         |
| 釧路湿原野生生物保護センター   | 環境省 | 北海道釧路市北斗2-2101     | 7,200          |
| シラルトロ自然情報館           | 環境省 | 川上郡標茶町字コッタロ原野 | -              |

## 参考資料
- “釧路湿原国立公園管理計画書” (PDF).  北海道地方環境事務所釧路自然環境事務所 (2006年). 2015年12月21日閲覧。